# Fédération allemande de hockey
La Fédération allemande de hockey (allemand : Deutscher Hockey-Bund ou DHB) est l'instance dirigeante nationale du hockey sur gazon (et en salle) en Allemagne. Elle a été fondée en 1909 à Bonn. Il est situé à Mönchengladbach et comptait 66 145 membres au 1er janvier 2006. L'organisme est constitué par le club qui s'organise en subdivisions au niveau des Lands. L'association elle-même est membre de la DOSB (Deutscher Olympischer Sportbund), de la EHF et de la FIH. Il est responsable des équipes nationales allemandes de hockey et est l'administrateur de la Bundesliga masculine et Bundesliga féminine.